# سمنگان (روانسر)
سمنگان (روانسر)، روستایی از توابع بخش مرکزی شهرستان روانسر در استان کرمانشاه ایران است. سمنگان را به نوعی جزی از منطقه اللهیارخانی می‌دانند‌ هرچند در ثبت سند در قدیم جزئی از حکمرانی اردلان و از لحاظ تقسیمات جدید کشوری نیز در شهرستان روانسر واقع است. این روستا در دامنه‌های کوه که‌مر رمیائ قرار گرفته که منتهی به بانی گول و بلندی‌های خورین و قله‌‌ی گاچال است. شغل مردم روستا نگهداری دام و کشاورزی است. از دیرباز سنت نیکوی همکاری در انجام کار‌ها بین مردم رواج داشته است و با باورمندی به همین سنت حسنه، کار کسی لنگ نمانده است و اصطلاحاتی چون گه‌له ده‌رو، گه‌له برینه  حاصل این همکاری است. 
، هرچند با ورود مدرنیته به کوه‌های زاگرس، روحیه همکاری کمرنگ شده است. از محصولات زراعی این روستا میتوان گندم،جو،نخود،عدس،گرکه یا همان گرمک و خیار دیم یا همان کولکنه را نام برد. از دیرباز گرکه یا کاله‌ک اللهیارخانی معروف بوده است. هر چند بذرهایی از هندوانه دیمی، گایانه یا همان گاودانه، هئلره در قدیم بوده و اکنون بذری از آنها موجود نیست و کشت نمی‌گردانند. آب روستا از چشمه و قناتی که در بالای روستا واقع شده تامین می‌گردد و از گذشته‌های دور مشکل کم آبی از دلایل مهاجرت از این روستا به شهر‌ها و روستاهای دیگر بوده است. خوشبختانه نزدیک به ۱۵ سال است که لوله‌کشی آب آشامیدنی از چاههای دور دست انجام شده و با کیلومترهای زیادث لوله‌کشی، بخشی از مشکل مرتفع گشته است ولی در فصل تابستان مشکل کم آبی عرصه را بردامداران که تنها دارایی‌شان دام است و به نوعی از تولیدکنندگان گوشت و لبنیات کشور در جهت خودکفایی هستند تنگ کرده است. خوشبختانه در سال ۹۹ روستا از نعمت گاز شهری بهره‌مند شد و مشعل خانه‌ها روشن شد. 

## جمعیت
این روستا در دهستان حسن‌آباد قرار دارد و براساس سرشماری مرکز آمار ایران در سال ۱۳۸۵، جمعیت آن ۱۴۱ نفر (۲۹خانوار) بوده‌است.